# 阿克扎伊克區
49°42′50″N 51°39′43″E / 49.714°N 51.662°E

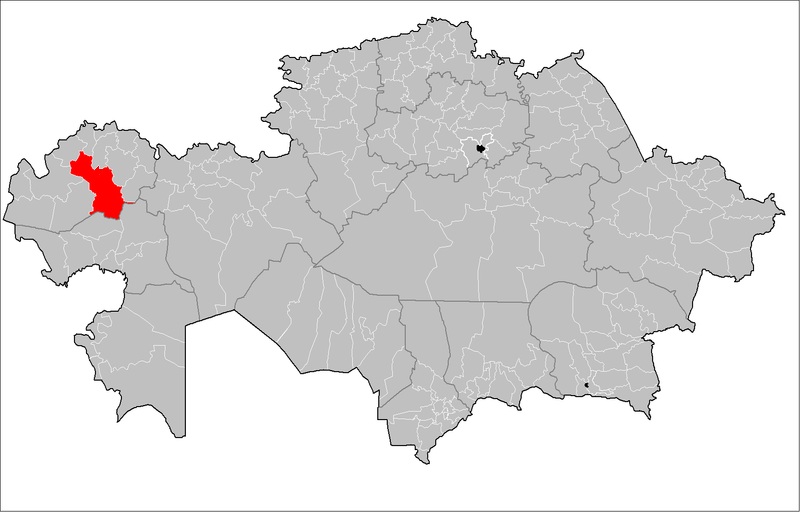

阿克扎伊克區是哈薩克斯坦的行政區，位於該國西北部，由西哈薩克斯坦州負責管轄，首府設於恰帕耶夫，始建於1997年，面積25,200平方公里，2019年人口40,574。